# Santa Maria del Riposo sulla Via Portuense
Santa Maria del Riposo sulla Via Portuense är en dekonsekrerad och delvis riven kyrkobyggnad i sydvästra Rom, helgad åt Jungfru Maria. Kyrkan är belägen i hörnet av Via Portuense och Via Carlo Porta i kvarteret Gianicolense.

## Kyrkans historia
Omkring år 1600 lät adelsmannen Massimo de' Massimi (död 1644) uppföra ett kapell för bönder och tjänstefolk, beläget omkring en kilometer utanför dåvarande Porta Portuensis, dagens Porta Portese. Kapellet besöktes även av pilgrimer som var på väg från Rom till Porto, dagens Fiumicino. Det tidigare kapellet på platsen hade anförtrotts åt munkarna i klostret San Pietro in Montorio. Området, som då bestod av landsbygd med vidsträckta vingårdar och trädgårdar, hade kommit i familjen Massimis ägo i slutet av 1400-talet. Under antiken var Caesars trädgårdar belägna i området. 
År 1693 omvandlades byggnaden från kapell till kyrka och påve Innocentius XII instiftade även ett altare privilegiato, vilket innebär att troende kan få avlat om de ber vid altaret. Fem år senare, år 1698, lät man uppföra en sakristia och kaplanbostad. I början av 1700-talet kom kyrkan att tillhöra församlingen Santa Cecilia in Trastevere, men 1741 gjorde påve Benedictus XIV i en motu proprio Santa Maria del Riposo till en egen församlingskyrka. Påve Pius VI beviljade 1776 fullständig avlat för de troende som bevistade mässan i kyrkan på Jungfru Marie födelses dag.
År 1900 övertog Jesuitorden ansvaret för kyrkan. Den kom dock att dekonsekreras och användes i tur och ordning som kvarn, bageri, förråd och lokal för talgsmältning.
År 1962 revs större delen av kyrkan, men sedan dess återstår således den lilla halvrunda byggnaden. År 2017 befinner sig kapellet i mycket dålig kondition. Putsen är nästan helt försvunnen och exteriören uppvisar klotter. Den låsta interiören används enligt uppgift som förråd. Interiören hyste tidigare bland annat en 1400-talsfresk föreställande Jungfru Maria och Jesusbarnet.
Den bevarade inskriptionen över den forna ingångsportalen lyder: